# Козлаково (Калужская область)
Козлаково — деревня в Износковском районе Калужской области Российской Федерации. Входит в состав сельского поселения «Деревня Михали». Впервые упоминается в письменных источниках в 1653 году.

## Название
В 1653 году — Козловская.

## География
Находится в пределах Смоленско-Московской возвышенности, на северо-западной окраине Калужской области, на административной границе со Смоленской областью, на берегах малой реки Иловки (притока Истры).
Ближайший город — Медынь (46 км), ближайшие населённые пункты — деревня Орлово (1,9 км), деревня Межетчина (2,9 км), деревня Михали (5,8 км).

## История
Впервые упоминается в письменных источниках в 1653 году, как деревня Козловская дворцовой Радиловской волости Можайского уезда на речке Иловка. По описанию 1782 года, Козлаковское — сельцо на реке Иловке, земли: 598 десятин, 1168 сажень.
| Параметры       | 1653            | 1782                      | 1863         | 1891         | 1914         | 2002         | 2010         |
| --------------- | --------------- | ------------------------- | ------------ | ------------ | ------------ | ------------ | ------------ |
| Название        | Козловская      | Козлаково                 | Козлаково    | Козлаково    | Козлаково    | Козлаково    | Козлаково    |
| Население       |                 | 103                       | 321↗         | 330↗         | 322↘         | 2↘           | 2            |
| Дворов          |                 | 16                        | 38↗          |              |              |              |              |
| Статус          | Деревня         | Сельцо                    | Сельцо       | Деревня      | Деревня      | Деревня      | Деревня      |
| Уезд (Область)  | Можайский       | Медынский                 | Медынский    | Медынский    | Медынский    | Калужская    | Калужская    |
| Стан (Район)    | Брагин Холм     |                           | 2            | 2            | 2            | Износковский | Износковский |
| Волость(сс, сп) | Радиловская     |                           |              | Межетчинская | Межетчинская | Лысковский   | Михали       |
| Владелец        | Разные помещики | Рогачёв, Чекин            | Владетельное | н/д          | н/д          |              |              |
| При нём         |                 | деревянный господский дом |              |              |              |              |              |

### Великая Отечественная война
сокращения: А — армия, ап — артиллерийский полк, сд — стрелковая дивизия, сп — стрелковый полк, пд — пехотная дивизия Вермахта, пп — пехотный полк Вермахта
17.01.1942: Командующий 33 А приказывает 222 сд двигаться в район Семёновское—Матрёнино—Козлаково и достигнуть его 20.01.1942.
17.02.1942: По данным 110 стрелковой дивизии Козлаково — опорный узел обороны противника с хорошо организованной системой огня.
01.04.1942: Под давлением наступающего из района Козлаково— Орлово противника части 110-й сд были вынуждены оставить деревню Карцево.
16.08.1942: Противник выбит из Козлаково 7-м гвардейским стрелковым корпусом.

## Население
| 2002 | 2010 |
| ---- | ---- |
| 2    | →2   |

## Инфраструктура
Личное подсобное хозяйство с зоной сельскохозяйственного использования, индивидуальная застройка усадебного типа.

## Транспорт
Деревня доступна автотранспортом.
От Износок (44 км) каждый четверг ходит автобус до деревни Михали, откуда можно добраться до деревни Козлаково.